# Myrmoderus
Myrmoderus is een geslacht van vogels uit de familie Thamnophilidae (miervogels). Het geslacht telt vijf soorten.

## Soorten
- Myrmoderus eowilsoni  –  Cordillera-azulmiervogel
- Myrmoderus ferrugineus  –  Roodrugmiervogel
- Myrmoderus loricatus  –  Witbefmiervogel
- Myrmoderus ruficauda  –  Bruinkapmiervogel
- Myrmoderus squamosus  –  Schubbenmiervogel